# رزا والتی

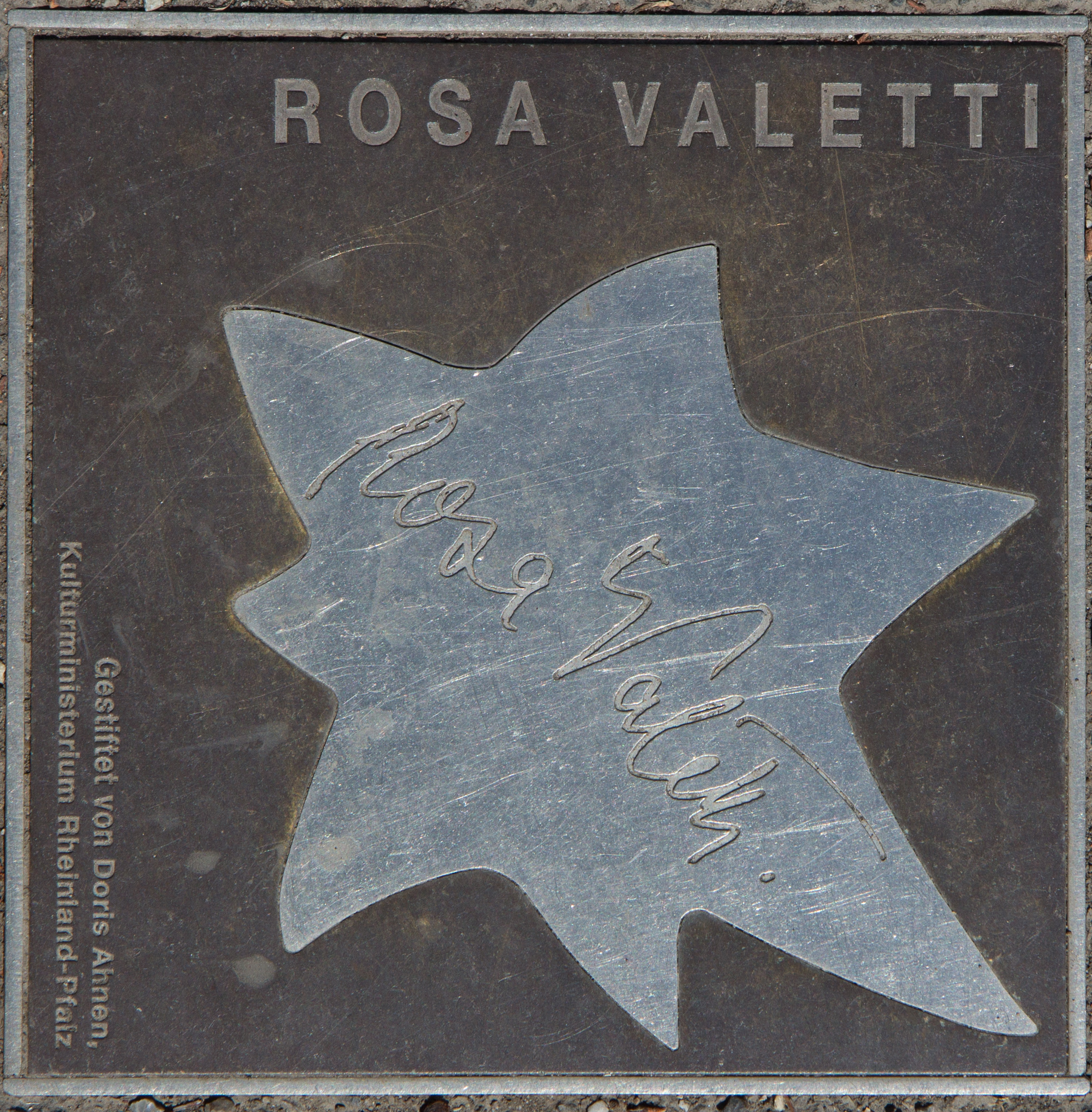
پیاده‌راه به نام رزا والتی
Walk of Fame of Cabaret: Rosa Valetti

رزا والتی (آلمانی: Rosa Valetti؛ ۱۷ مارس ۱۸۷۸ – ۱۰ دسامبر ۱۹۳۷) هنرپیشه و خواننده اهل آلمان بود. از فیلم‌هایی که وی در آن نقش داشته است، می‌توان به ام، فرشته آبی، آسفالت، جاسوس و تارتوف اشاره کرد.